# Zmiv
Zmiiv o Zmiv (ucraïnès: Зміїв ), Zmiev o Zmeev (rus: Змиёв, Зме́ев ), també conegut com a Gotwald (ucraïnès: Готвальд ) de 1976 a 1990, és una ciutat del raion de Txuhuiv, Khàrkiv, Ucraïna. Acull l'administració de l'hromada urbana de Zmiiv, una de les hromades d'Ucraïna. La població el 2001 era de 17.063 habitants, i el 2021 arribava a 14,071 .
La ciutat es troba a 42 km de Khàrkiv.
Fins al 2020, Zmiv va ser el centre administratiu del raion de Zmiv, abans que es fusionés amb el raion de Txuhuiv com a part de la reforma administrativa d'aquell any.

## Toponímia
El nom Zmiiv o Zmiv (ucraïnès: Зміїв) gairebé segur que deriva de la paraula ucraïnesa per a serps, Zmiyi (ucraïnès: Змії). A més, hi ha almenys cinc orígens potencials per a la font del nom Zmiiv o Zmiev:
1. Hi ha una antiga llegenda que als boscos densos i als pantans impenetrables que envolten la ciutat hi vivia una serp alada de molts caps, el Zmei Gorynich (rus: Змей Горыныч), que va ser aprofitat per Nikita Kozhemyak a una gran arada, i les muralles de Zmiiv es van formar a partir de l'abocador d'aquesta arada;
2. El riu que desemboca al Mzha era sinuós i s'assemblava a una serp;
3. Un gran nombre de rèptils vivien als pantans i boscos dels voltants;
4. No lluny de l'actual Zmiv hi havia la capital del Polovtsy - Sharukan, que es deia змиевой en rus, que es tradueix una mica com "ciutat de la serp".
5. L'anomenat Mur de la Serp, les restes d'antigues estructures defensives originades al segle X per protegir l'Ucraïna del Dnièper mitjà de les incursions petxenegs i cumans. A la zona de Zmiv, hi ha vies de transport al llarg d'algunes muralles.

El Mur de la Serp és reconegut per la majoria dels historiadors com la font més probable del nom de Zmiv.

## Història

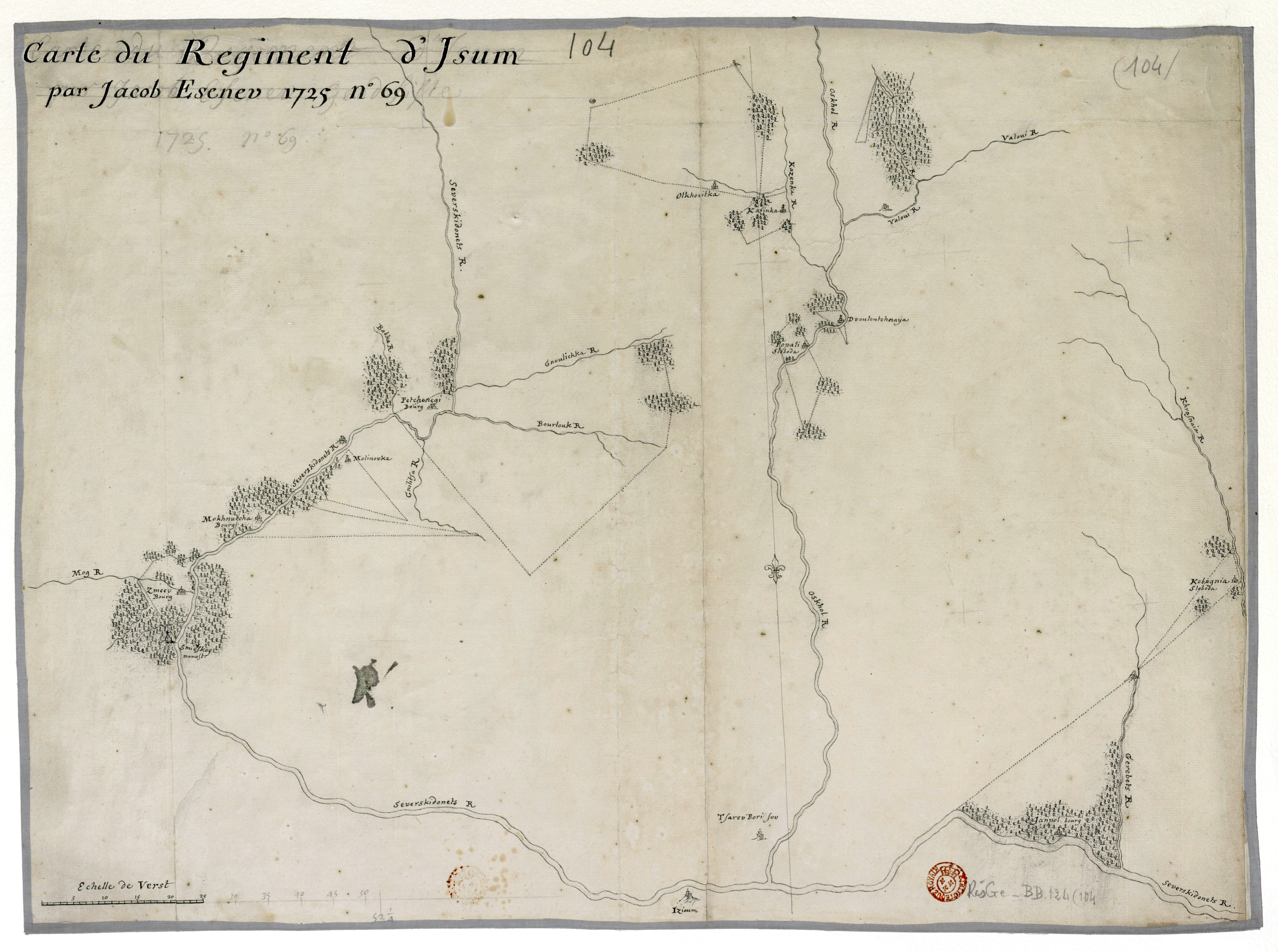
Zmiv al mapa del regiment de cosacs d'Izium (agrimensor Yakia Yseniev), 1725.

L'assentament més antic a la ubicació de l'actual Zmiv es remunta al I mil·lenni aC. L'àrea al voltant de Zmiv va veure nombrosos grups de persones diferents durant la seva història, com els escites, els sàrmates, els gots, els huns, els alans, els àvars, els cumans, els petxenegs, els tàrtars i els eslaus.
Igor Svyatoslavich, príncep de Nóvgorod-Séversk, va fer guerres amb els Polovtsy, l'assentament de Zmiv fundat el 1180-1185 al Donets a la desembocadura del riu Mzha.
A mitjans del 1500 s'hi va construir un lloc avançat, i al 1650 els cosacs hi van construir un fort per defensar els voltants dels tàrtars. Zmiv va ser una ciutat de companyia del regiment de Khàrkiv de 1669 a 1765. Va ser devastada pels tàrtars el 1688, 1689 i 1692. Els seus cosacs van participar en els aixecaments liderats per Ivan Dzykovksy (1670) i Kodratii Bulavin (1707–9).
La nova onada d'assentament de les terres de camp salvatge, i en particular les terres de Slobozhanshchina, es remunta als anys 1630-50, quan milers d'ucraïnesos es van veure obligats a fugir de la massacre després de revoltes infructuoses contra les autoritats poloneses. 1640 és la data oficial de fundació de la ciutat. Però el mateix any, els tàrtars es van apoderar de la ciutat, que va ser capturada pels cosacs Kondratii Sulima. A la dècada de 1650, al sud de Zmiv va aparèixer el monestir cosac de Zmiv Nikolaev, que era el castell dels vells, ferits i altres cosacs. Es creu que el monestir era un cofre del tresor; tenia 6.000 hectàrees de terreny i nombrosos edificis. El 1656, Iarov Khitrovo va ser nomenat governador de Zmiv pel tsar Aleix de Rússia.
A finals del segle xvii, el Zmiv ja era un assentament prou gran, envoltat de llocs: Zamost, Zidki i Sands. I si durant algun temps va formar part del Txuguev uyezd, a partir de 1657 es va convertir en el centre del recentment creat Zmiev uyezd. Les fonts també esmenten les armes de la fortalesa local: l'any 1668 disposava de 7 grans canons de ferro colat, 290 nuclis i molta pólvora, amb 2 pous que l'envoltaven i un sistema de passatges subterranis. Els anys 1688, 1692 i 1736 es van dur a terme atacs tàrtars a la ciutat.
La presència d'assentaments a Slobojana sota el domini del tsar rus i la forta opressió per part de l'església i els ancians cosacs no reflectien millor l'estat d'ànim dels colons amants de la llibertat. Així, el 1668, va esclatar una rebel·lió a diverses ciutats i ciutats de Slobojansxina, que estava encapçalada per Ivan Sirkò. Durant la lluita contra les forces governamentals, els insurgents van cremar el Zmiv. En diversos enfrontaments els rebels van ser derrotats, molts van fugir a la riba dreta d'Ucraïna. 2 anys més tard, el 1670, algunes ciutats de Slobojansxina van donar suport als rebels sota el lideratge de Stepan Razin, en particular, hi havia destacaments de cosacs de Zaporíjia i Don comandats pel soci de Stenka Razin, Alexei Khromy. I el Zmiv es va convertir en el centre de la rebel·lió a les terres locals. Després que les forces tsaristes van aconseguir reprimir la rebel·lió, diverses desenes de persones van ser penjades a les carreteres locals. Segons el senyor coronel del regiment de cosacs de Khàrkiv Kvitka, les incursions dels tàrtars s'han aturat des de 1736.
El 1788, el monestir de Zmiv va ser destruït per ordre de la tsarina Caterina II.
Va ser un centre administratiu de Zmiev uyezd a la governació de Khàrkiv de l'Imperi Rus.
De 1891 a 1893, Zmiv Paper Mill es va construir aquí.
A la ciutat es publica un diari local des del novembre de 1930.
Durant els anys 1932 i 1933, es van identificar 559 víctimes del genocidi d'Holodomor a Ucraïna a Zmiv i a la veïna Zamostia, que des d'aleshores ha estat absorbida per la ciutat.
Durant la Segona Guerra Mundial, Zmiv va ser ocupada per l'exèrcit alemany del 22 d'octubre de 1941 al 17-18 d'agost de 1943.
Zmiv va ser el centre administratiu del raion de Zmiv fins al 18 de juliol de 2020, quan el raion va ser abolit com a part de la reforma administrativa d'Ucraïna, que va reduir el nombre de raions de l'oblast de Khàrkiv a set. L'àrea de Zmivk Raion es va fusionar amb Txuhuiv Raion.

## Demografia
La població el 1971 era de 16.600 habitants. Al gener de 1989, havia crescut fins a 20.031 persones. L'any 2001 era de 17.063 habitants, i el gener de 2013, la població era de 15.211. Més recentment, es va estimar en 14,071 el 2021.

## Símbols
L'escut actual del Zmiv podria haver estat al voltant de 220 anys, utilitzat almenys des de la segona meitat del segle xviii, si no fins al 1803. L'escut d'armes és un exemple d'braços inclinats, ja que representa una serp (ucraïnès: змій) amb una corona daurada al cap.
L'escut és "vell", és a dir, històric, i fet molt abans de la seva aprovació. Una característica distintiva dels "vells" escuts era l'únic camp de l'escut, amb l'escut de la ciutat en si (sense l'escut de la governació / centre provincial a la part superior). Va ser aprovat oficialment el 21 de setembre de 1803 personalment pel tsar Alexandre I.
La caixa vermella de l'escut representa una "serp daurada torçada cap amunt i una corona portada al cap" que mostra el nom de la ciutat i l'abundància de serps als voltants.
El 1863 Kene va redactar l'emblema de la ciutat: En un escut vermell una serp daurada que es retorça en un pilar; a la part lliure de l'escut de la província de Khàrkiv; l'escut està rematat amb una corona de torre de plata i envoltat per punxes d'or connectades per una cinta d'Alexandre.

A l'escut de la ciutat del segle xviii, l'artista va representar una serp rastrera, a diferència de l'escut d'armes de principis del segle xix, que representa una serp dempeus. L'escut modern va ser aprovat per l'Ajuntament a la dècada de 1990. En ella, com l'escut d'armes de principis del segle xix, representa una serp dempeus.

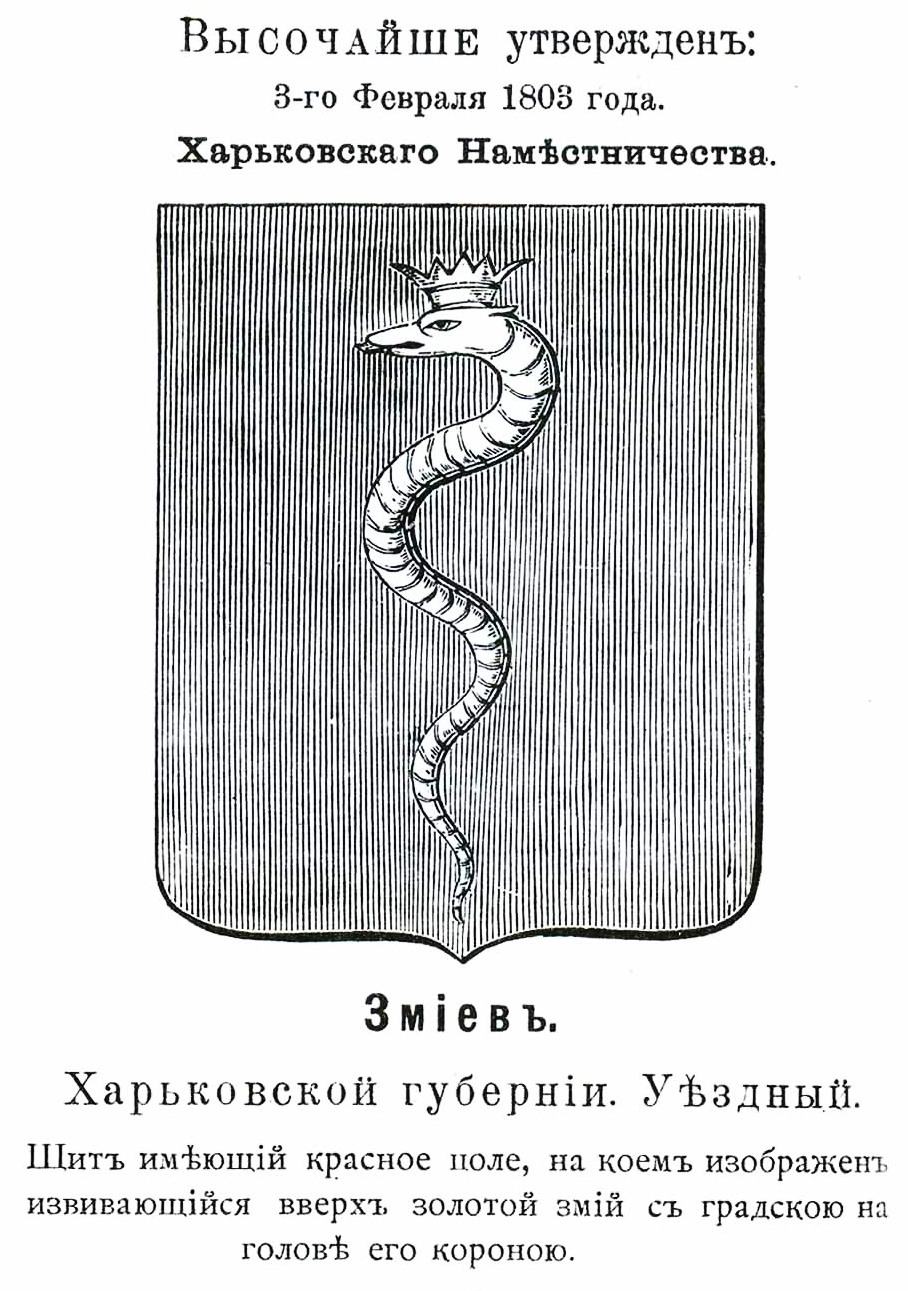
Coat of Arms with official description of 1803
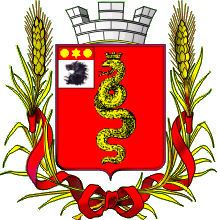
1863 Coat of Arms. The B.Ken Project
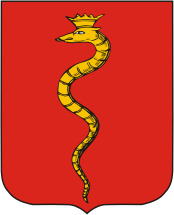
Modern coat of arms

## Geografia
Zmiv es troba a la riba dreta del riu Síverski Donets a la confluència de l'afluent dret del Mzha.

## Transport
Zmiv és servit per l'Estació de Zmiv, que es va obrir el 1910 al ferrocarril del sud d'Ucraïna. L'estació és servida per un tren de rodalies conegut com elektrichka, que connecta Khàrkiv, Merefa i Izium amb parades intermèdies.
Zmiv té una estació d'autobusos, que serveix com a terminal per a les rutes d'autobusos locals. Zmiv també té una connexió regular d'autobús amb Khàrkiv.

## Esports
Zmiv té un club de futbol que juga a la Kharkiv Oblast Premier League, el FC Mashynobudivnyk Zmiiv.

## Punts d'interés
- Observatori Ionosfèric de l'Institut de la ionosfera ()

## Galeria

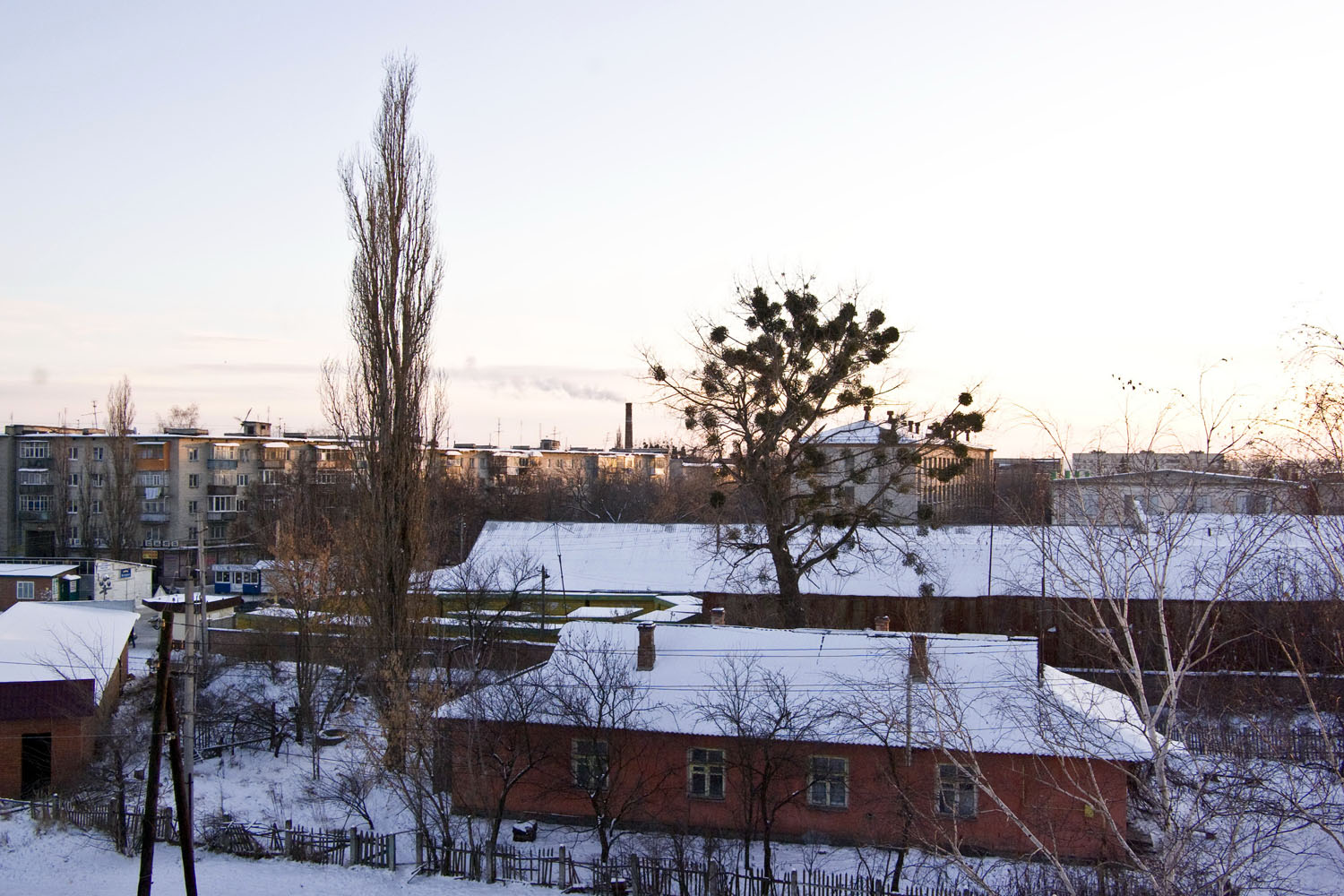
Horizon de Zmijiv
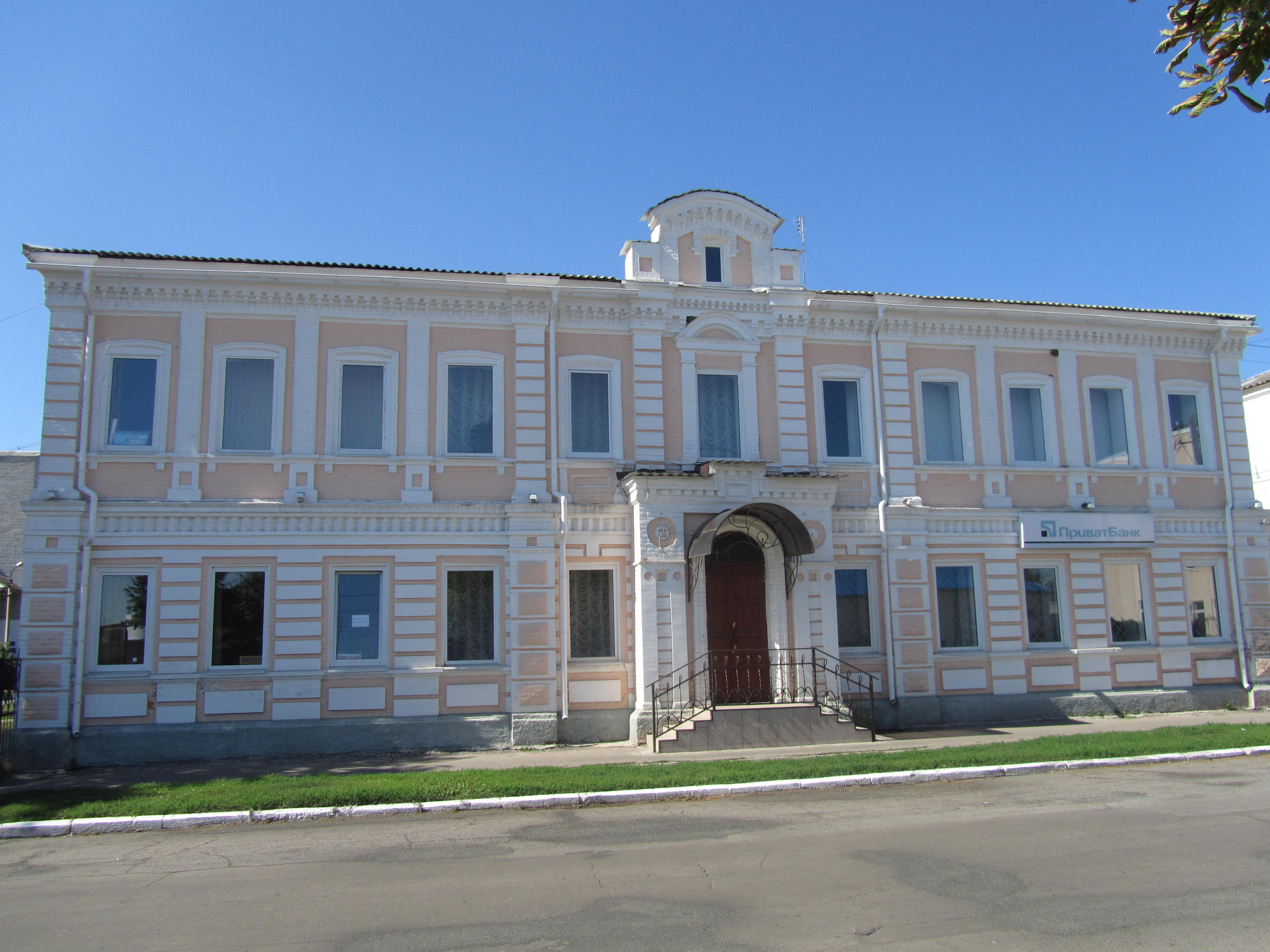
Edifici antic
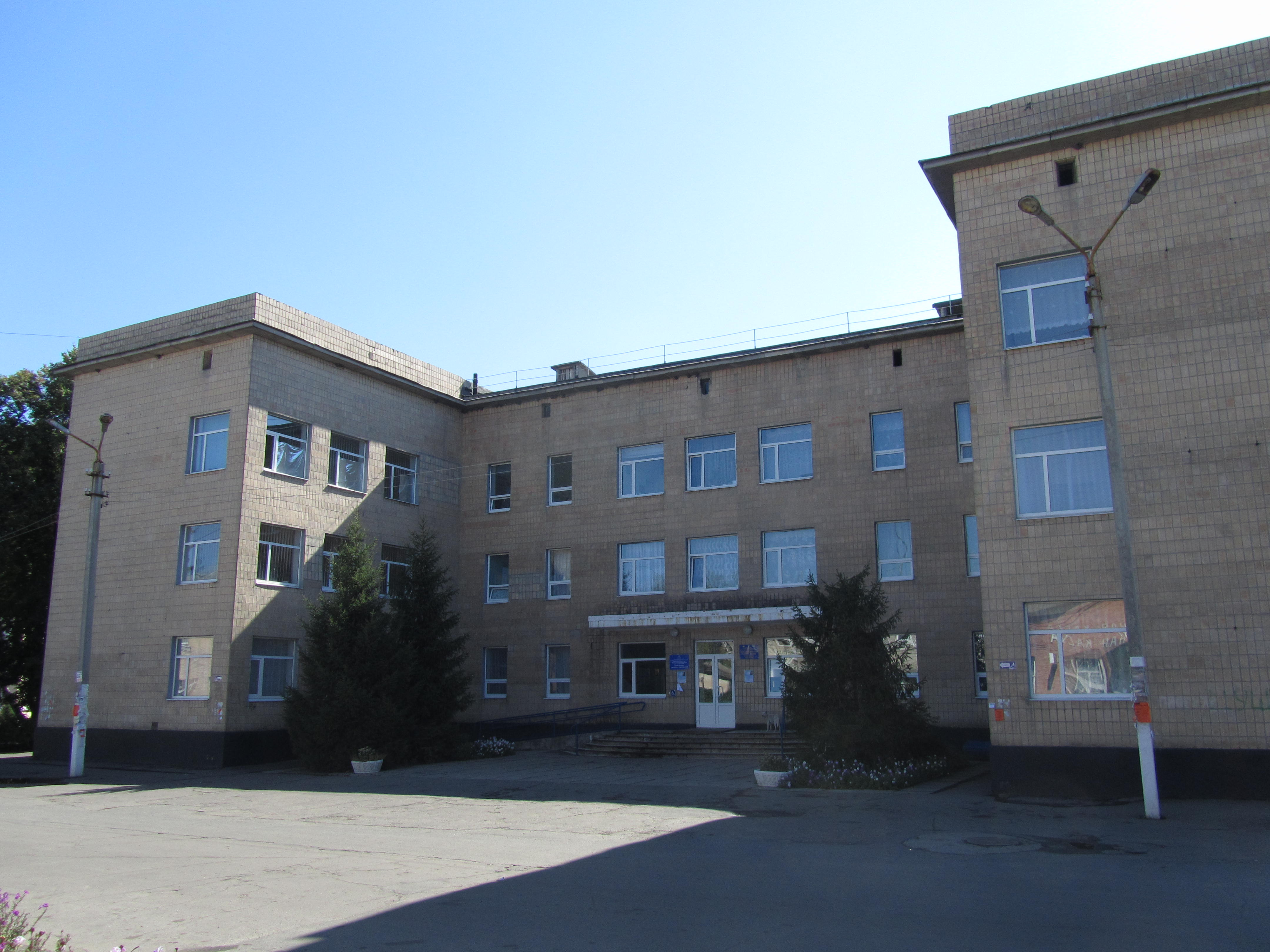
Hospital central de Zmiiv
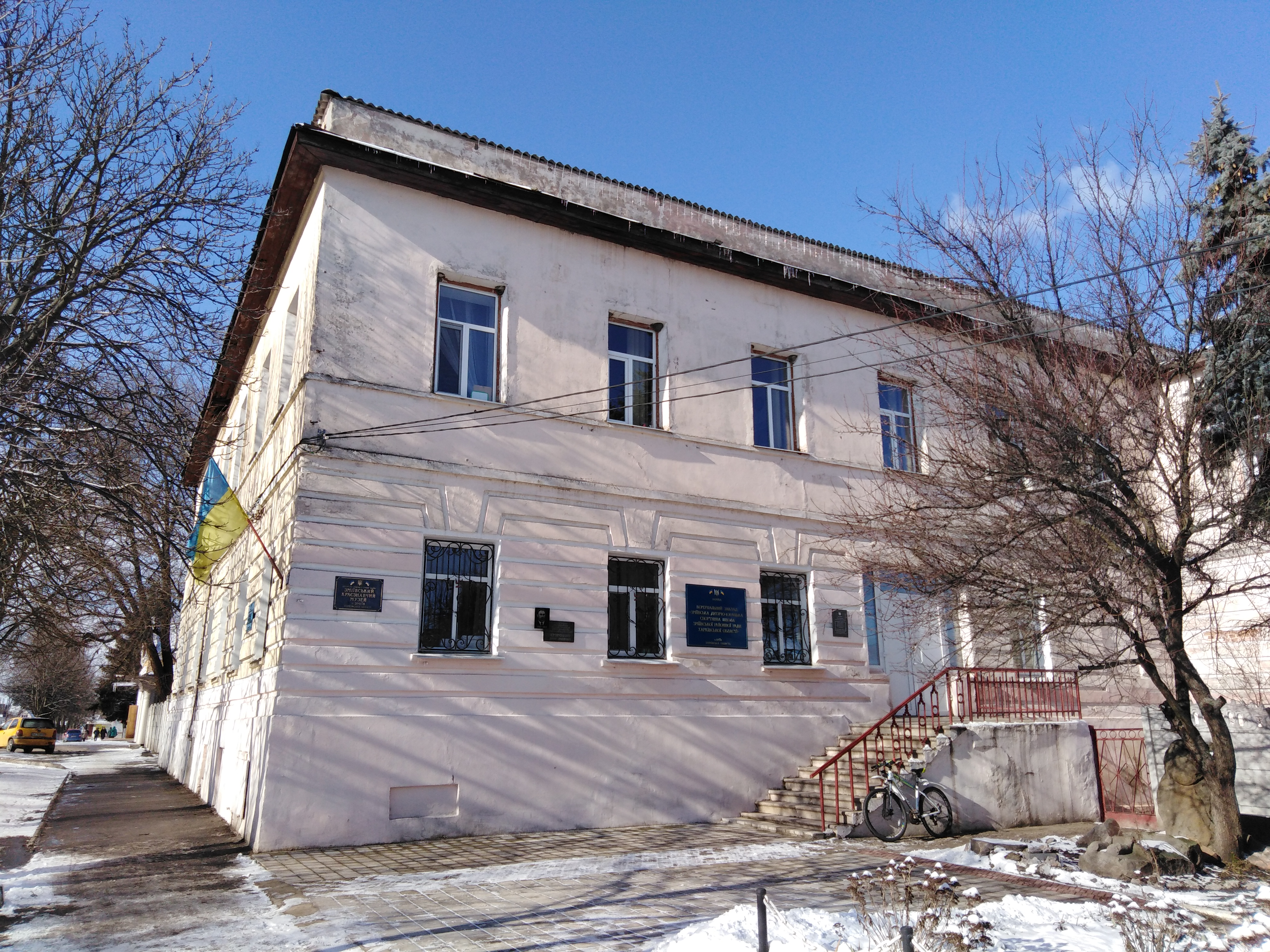
Museu Zmiiv del Coneixement Local
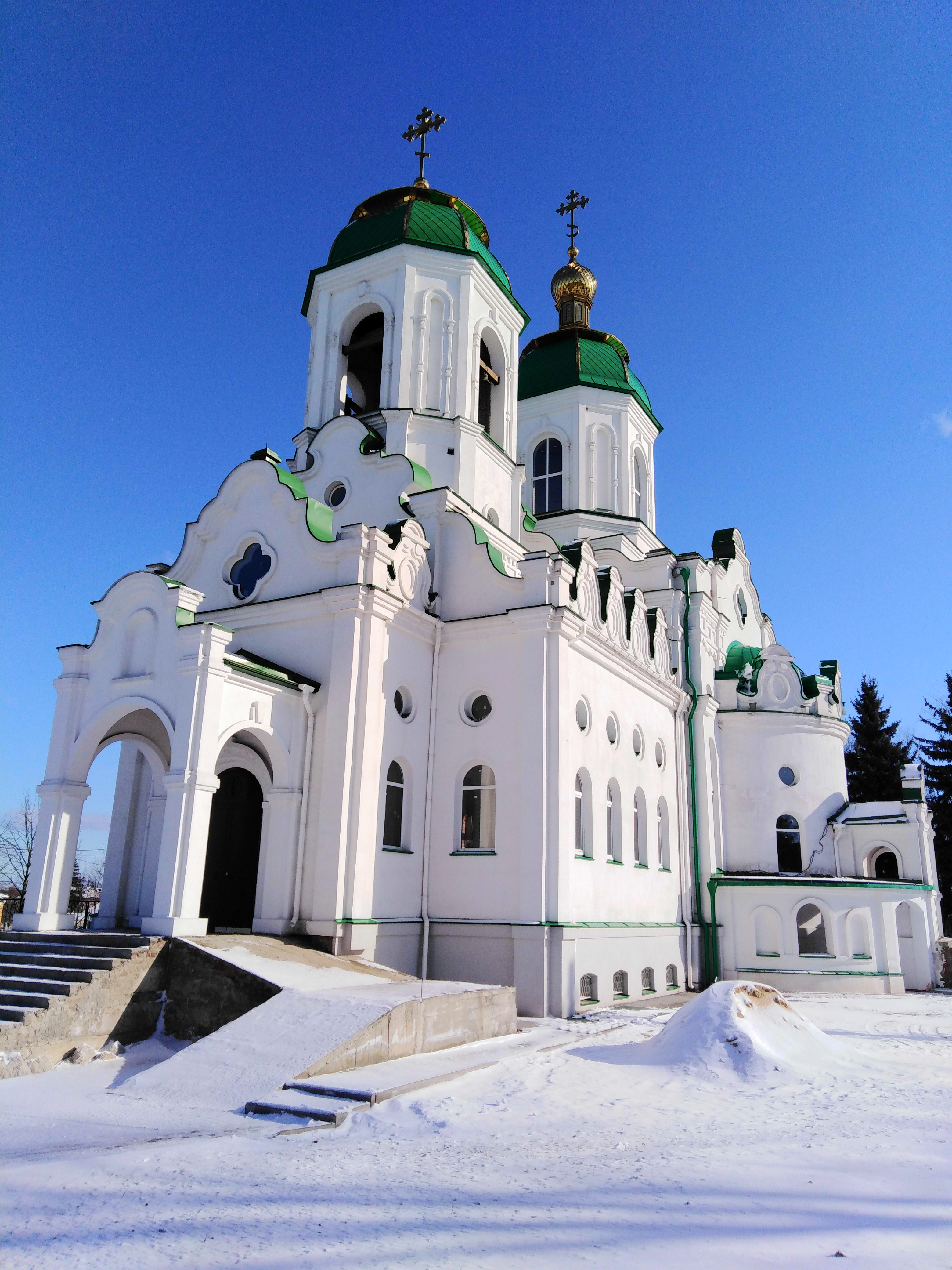
Església de la Santíssima Trinitat
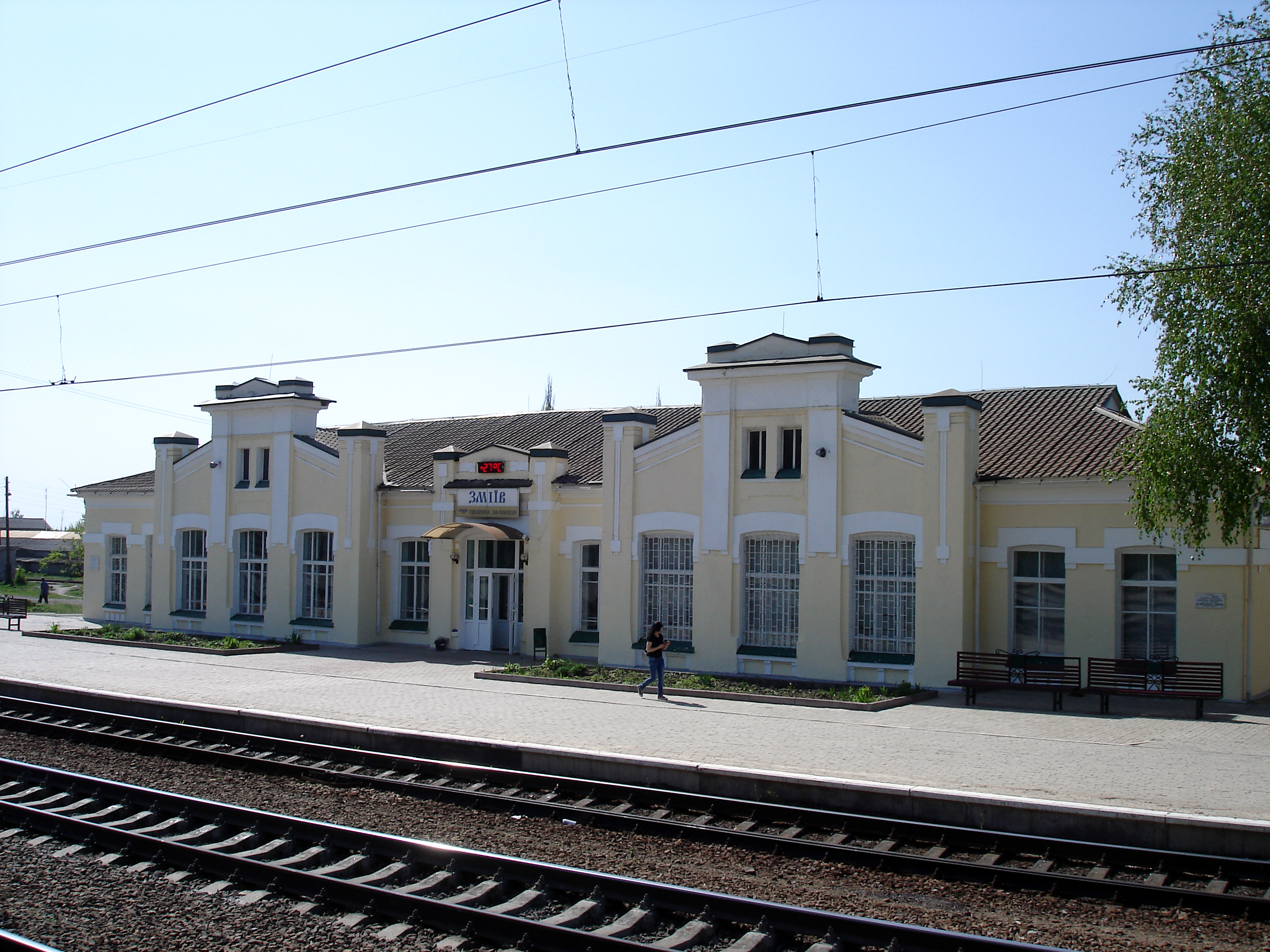
Estació de tren de Zmiiv
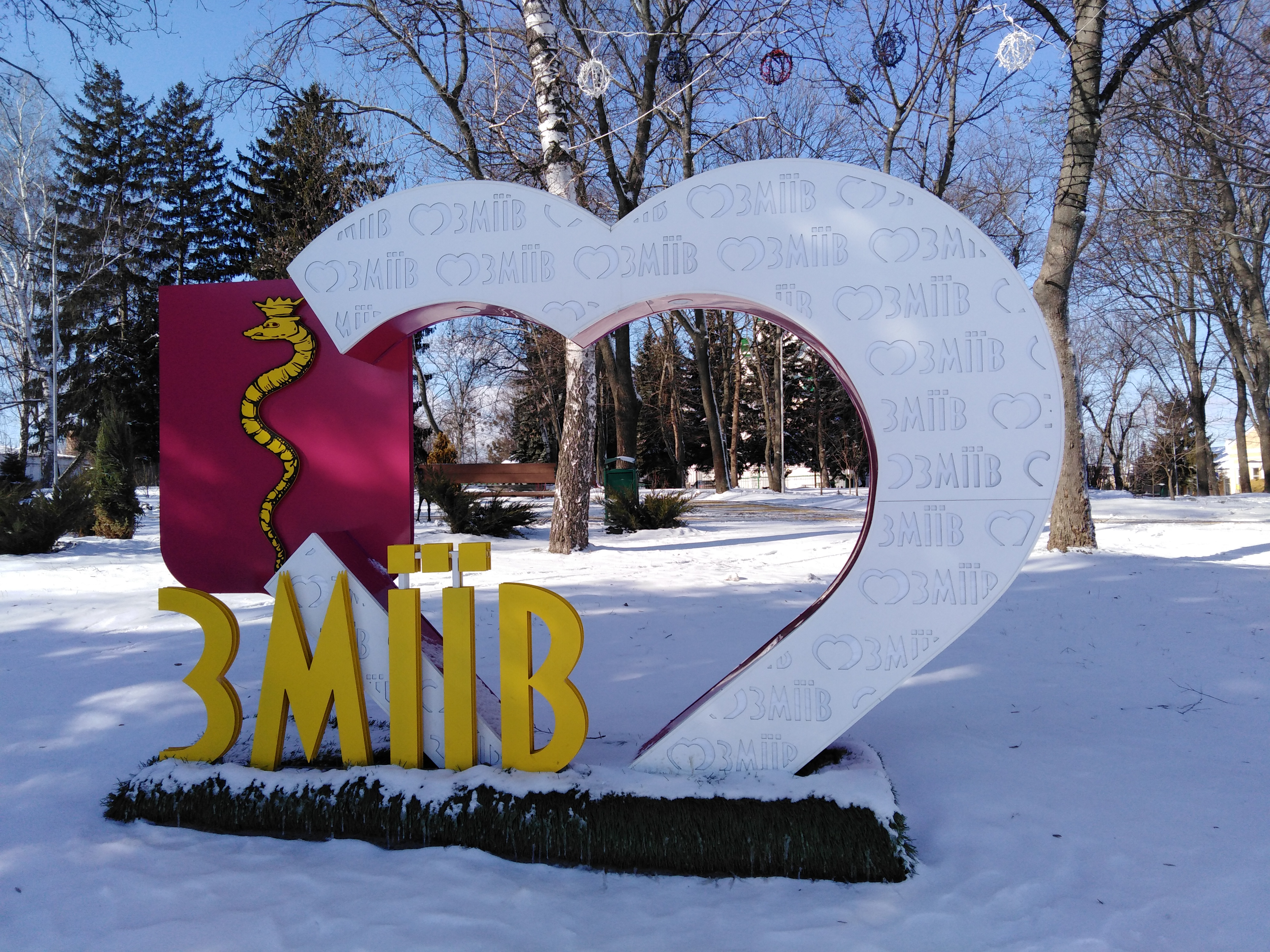
Instal·lació "M'encanta Zmiiv"
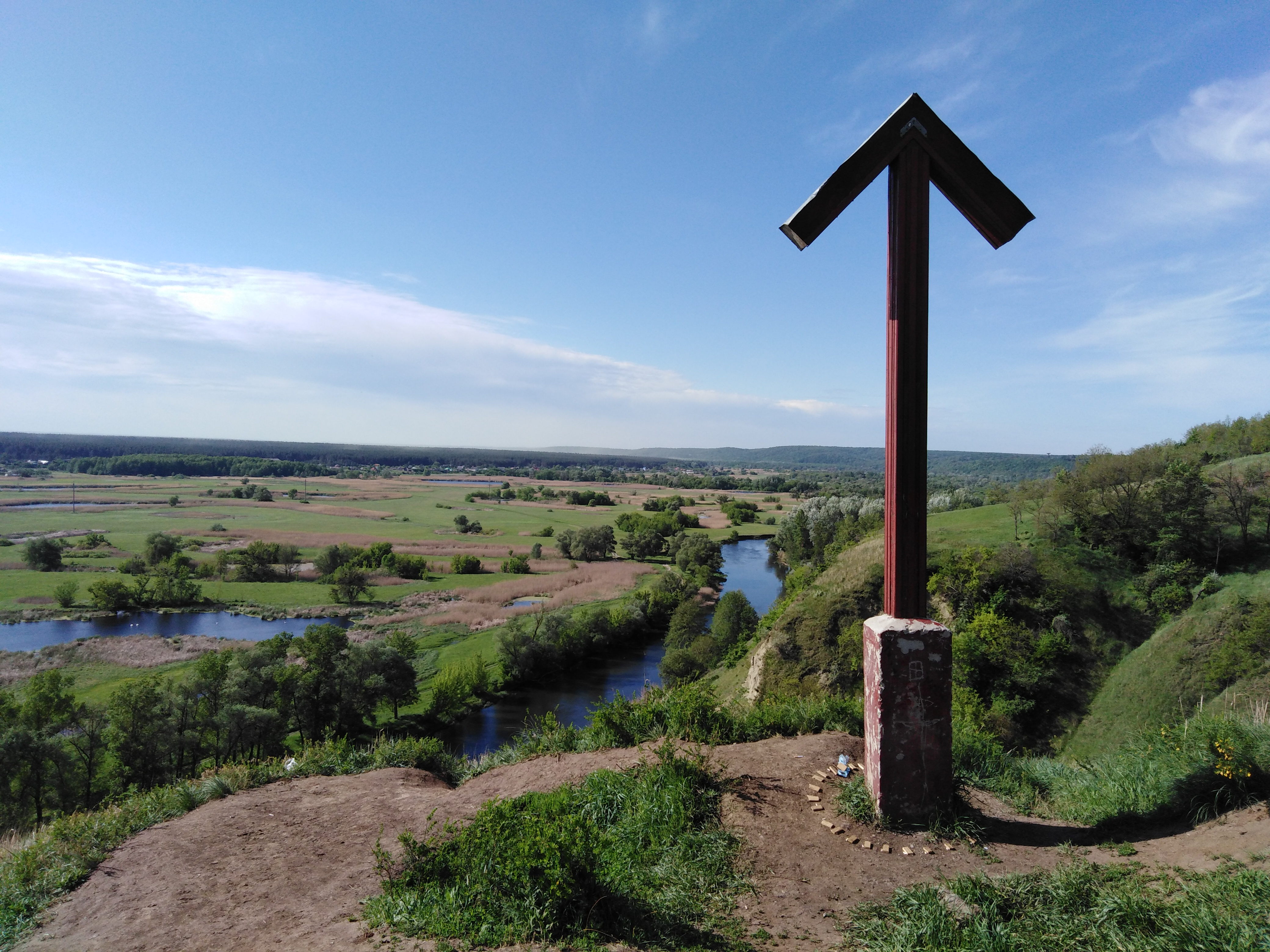
penya-segats de Zmiiv

## Veïnats destacats
- Igor Volk, cosmonauta i pilot de proves
- Ruslan Polovinko, pilot d'helicòpter i tinent, guardonat amb el títol d'Heroi Nacional de l'Azerbaidjan